# حزب توسعه ملی (ترکیه)
حزب توسعه ملی (ترکی استانبولی: Millî Kalkınma Partisi) اولین حزب مخالف در سیستم چند حزبی در ترکیه بود که توسط نوری دمیراق در سال ۱۹۴۵ تأسیس شد.